# السطحيون (كتاب)
السطحيون : ما تفعله شبكة الانترنت بأدمغتنا؟ (بالإنجليزية: Shallows: What the Internet Is Doing to Our Brains) هو كتاب للصحافي الأمريكي، نيكولاس كار، صدر عن دار دبيلو دبليو نورتون وشركاؤه عام 2010، وترجمته إلى اللغة العربية وفاء يوسف عن دار صفحة سبعة، عام 2021، عبر مبادرة ترجم، التي تقدمها هيئة الأدب والنشر والترجمة السعودية.
وصل كتاب "السطحيون" إلى القائمة النهائية للكتب المرشحة لجائزة البوليتزر عام 2011، وسجل حضوره كأكثر الكتب مبيعاً في قائمة "نيويورك تايمز"، وترجم الكتاب بعد الضجة الكبيرة التي أثارها إلى 20 لغة.

## عن الكتاب
يناقش الكتاب الآثار الكبيرة التي نتجت عن استخدام البشرية للانترنت، وابتعادها عن واقعها المادي الملموس، ويرى الكاتب أن الانترنت زج بالإنسان في عالم رقمي مسيج بالأوهام والأمراض والاستلاب. ويطرح الكاتب حججه في الكتاب عبر 10 فصول:
- أنا وهال
- المسارات الأساسية
- أدوات العقل
- الصفحة المعمقة
- وسيلة ذات طابع عام للغاية
- صورة الكتاب بحد ذاتها
- دماغ البهلوان
- كنيسة غوغل
- البحث، الذاكرة
- شيء يشبهني

ويحاول كار عبر كتابه التأكيد على أنه كلما زاد استخدامنا للتقنية و الإنترنت ومواقع التواصل الاجتماعي والفضاء التشعبي زادت سطحيتنا، ويسعى الكاتب إلى فحص التأثيرات المعرفية والسلوكية للهواتف الذكية ووسائل التواصل الاجتماعي. ويشير الكاتب إلى ما يمده الإنترنت إلى أدمغتنا من "معرفة قشرية" غير ثابتة. وحظي الكتاب بنسخته الانجليزية بمراجعات عدة، وطرحه العديد من مراجعين الكتب تحت مشرط النقد. ويدعو الكاتب إلى مزيد من الأبحاث عن تأثيرات التقنية على البشرية.